# レンキャラン県
レンキャラン県 (レンキャランけん、Lənkəran rayonu) はアゼルバイジャン南東部のレンキャラン経済地区の県。
県都はレンキャラン市だが、レンキャラン県はレンキャラン市を領域に含まない。
2011年の人口は約21万人。
都市化率は39%。

## 歴史
1743年、レンキャランはタリシュ・ハン国の首都になった。
19世紀の間、レンキャランは米や絹、野菜、木材、魚をロシア帝国に輸出した。
1813年、ゴレスターン条約によってタリシュ・ハン国の北半分はロシア帝国に割譲された。
1828年、第二次ロシア・ペルシャ戦争の結果結ばれたトルコマーンチャーイ条約によって、タリシュ・ハン国の領域は全てロシア帝国に割譲され、タリシュ・ハン国は滅亡した。
20世紀に入ると、茶の栽培と加工産業が重要になっていった。
1919年5月15日、ムガン・ソビエト共和国がアゼルバイジャン南東部に建国された。
首都はレンキャランに置かれた。
7月、ムガン・ソビエト共和国は滅亡した。
1991年、アゼルバイジャンがソ連から独立した。
1993年6月21日、タリシュ・ムガン自治共和国がアゼルバイジャン南東部に建国された。
首都はレンキャランに置かれた。
8月23日、タリシュ・ムガン自治共和国は滅亡した。
茶産業は独立後に競争相手が増えた事と土地の再分配によって、採算が合わなくなった。
カスピ海の水位上昇も深刻で、ナリマナバードでは沿岸部の資産の多くが流された。

## 地理
レンキャラン県は南北2つの飛び地から成る。
北から時計回りに
- ネフトチャラ県
- アスタラ県（英語版）
- レリク県（英語版）
- マサッル県

に接する。
また、レンキャラン市が南部の沿岸部中央に位置する。
レンキャラン県には広大な国立公園が有る。
- ギジル・アガジュ保護区（英語版）
- ヒルカン国立公園（英語版）：ペルシャヒョウが生息する。

## 著名人
- サマドゥ・ベイ・メフマンダロヴ（英語版）(Səməd bəy Mehmandarov Sadıx bəy oğlu)…アゼルバイジャン民主共和国の防衛大臣。1855年～1931年。
- ハジ・アスラノヴ（英語版）(Həzi Aslanov)…ソ連の少将。1910年～1945年。
- アッラフシュクル・パシャザデフ（英語版）(Allahşükür Hümmət Paşazadə)…コーカサスのシェイヒュルイスラーム及び大ムフティー。1949年～。